# جيري هاينز
جيري هاينز (بالإنجليزية: Jerry Hines)‏ هو لاعب كرة قدم أمريكية أمريكي، ولد في 1903 في ميسيلا في الولايات المتحدة، وتوفي في 1963.

## وصلات خارجية
- جيري هاينز على موقع كلية كرة السلة في سبورتس رفرنس.كوم (الإنجليزية)